# 180. strelska divizija (ZSSR)
180. strelska divizija (izvirno rusko 180. стрелковая дивизия; kratica 180. SD) je bila strelska divizija Rdeče armade v času druge svetovne vojne.

## Zgodovina
Divizija je bila ustanovljena leta 1940 v Baltiškem specialnem vojaškem okrožju in bila 3. maja 1942 preoblikovana v 28. gardno strelsko divizijo. Ponovno je bila ustanovljena junija 1942.